# Deaf to Our Prayers
Deaf to Our Prayers ist das vierte Studioalbum der deutschen Metalcore-Band Heaven Shall Burn. Es ist der Nachfolger des 2004 erschienenen Albums Antigone und wurde von Century Media Records im August 2006 veröffentlicht.

## Entstehung
Das Album wurde erstmals im Juni 2006 angekündigt. Der Titel Deaf to Our Prayers wurde in Anlehnung an das Gedicht Die schlesischen Weber von Heinrich Heine gewählt. Als weitere Inspirationsquelle nannte die Band das Stück Die Weber von Gerhart Hauptmann. Musikalisch sollte das Album aggressiver werden als der Vorgänger Antigone.
Die Aufnahmen erfolgten im Thüringer Studio Rape Of Harmonies. Die Abmischung geschah in den Hansen Studios in Dänemark.
Ende Juli veröffentlichte die Band das Lied Stay the Course via Internet. Am 10. August folgte Counterweight.

## Veröffentlichung
Das Album wurde am 26. August 2006 in zwei Versionen veröffentlicht, als einfache Musik-CD sowie als limitierte Version mit einer Bonus-DVD des 45-minütigen Live-Konzertmitschnitts bei der Hell on Earth Tour vom 28. September 2005 im Club Universum in Stuttgart auf dem Uni-Campus.
Anfang November 2006 erschien ein Musikvideo zum Lied Counterweight.

## Titelliste
Alle Stücke wurden, soweit nicht anders angegeben, von Heaven Shall Burn geschrieben und komponiert.
| Nr.          | Titel                                | Länge |
| ------------ | ------------------------------------ | ----- |
| 1.           | Counterweight                        | 4:20  |
| 2.           | Trespassing the Shores of Your World | 5:18  |
| 3.           | Profane Believers                    | 3:36  |
| 4.           | Stay the Course                      | 3:56  |
| 5.           | The Final March                      | 4:06  |
| 6.           | Of No Avail                          | 4:57  |
| 7.           | Armia                                | 5:50  |
| 8.           | mybestfriends.com                    | 4:52  |
| 9.           | Biogenesis (Undo Creation)           | 3:54  |
| 10.          | Dying in Silence                     | 4:20  |
| 11.          | The Greatest Gift of God             | 2:42  |
| Gesamtlänge: | Gesamtlänge:                         | 47:47 |

| Nr.          | Titel                        | Video                   | Länge |
| ------------ | ---------------------------- | ----------------------- | ----- |
| 1.           | The Weapon They Fear         | Video-Clip              | 3:39  |
| 2.           | (Intro) The Weapon They Fear | Hell on Earth Tour 2005 | 47:08 |
| 3.           | Behind a Wall of Silence     |                         |       |
| 4.           | The Only Truth               |                         |       |
| 5.           | No One Will Shed a Tear      |                         |       |
| 6.           | Voice of the Voiceless       |                         |       |
| 7.           | The Seventh Cross            |                         |       |
| 8.           | Bleeding to Death            |                         |       |
| 9.           | To Harvest the Storm         |                         |       |
| 10.          | Unleash Enlightment          |                         |       |
| Gesamtlänge: | Gesamtlänge:                 | Gesamtlänge:            | 50:47 |

| Nr.          | Titel        | Autor(en)     | Musik         | Länge |
| ------------ | ------------ | ------------- | ------------- | ----- |
| 12.          | True Belief  | Paradise Lost | Paradise Lost | 4:34  |
| Gesamtlänge: | Gesamtlänge: | Gesamtlänge:  | Gesamtlänge:  | 52:21 |

## Rezeption

### Verkaufszahlen
In den USA wurden vom Album innerhalb von zwei Wochen rund 1.000 Exemplare verkauft. In Deutschland belegte das Album nach der Veröffentlichung den 65. Platz in den Verkaufscharts.